# Lugo
Lugo er en by og kommune i det nordvestlige Spanien i provinsen Lugo. Den har et indbyggertal på 99.482 (2024) indbyggere.
Den romerske mur der omgiver byen er en del af Unescos Verdenskulturarv . Muren blev opført af romerne mellem år 265 og 310 efter vor tidsregning. Den omkranser hele den gamle bydel og er således den eneste romerske bymur i verden der stadig er intakt. Den er godt 2 km. lang, varierer i bredde mellem 8 og 12 meter, og det højeste punkt er 12 meter . Det er muligt at spadsere på muren, og én gang om året afholdes der kapløb på den.
Miño-floden, der er Galiciens mest vandførende flod, og som længere mod syd danner grænsen mellem Spanien og Portugal, løber gennem byen.